# Karshapana

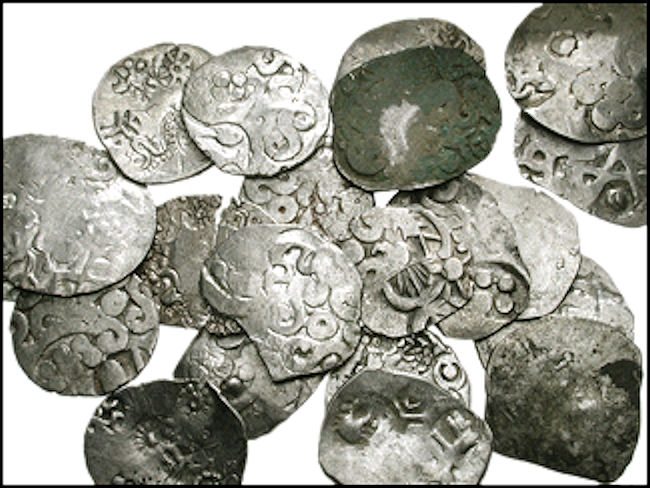
Karshapana di Kosala. Circa 525-465 a.C. Diametro medio 25 mm, peso medio 2,70 g. Ogni pezzo con una varietà di punzonature separate applicate su entrambi i lati.

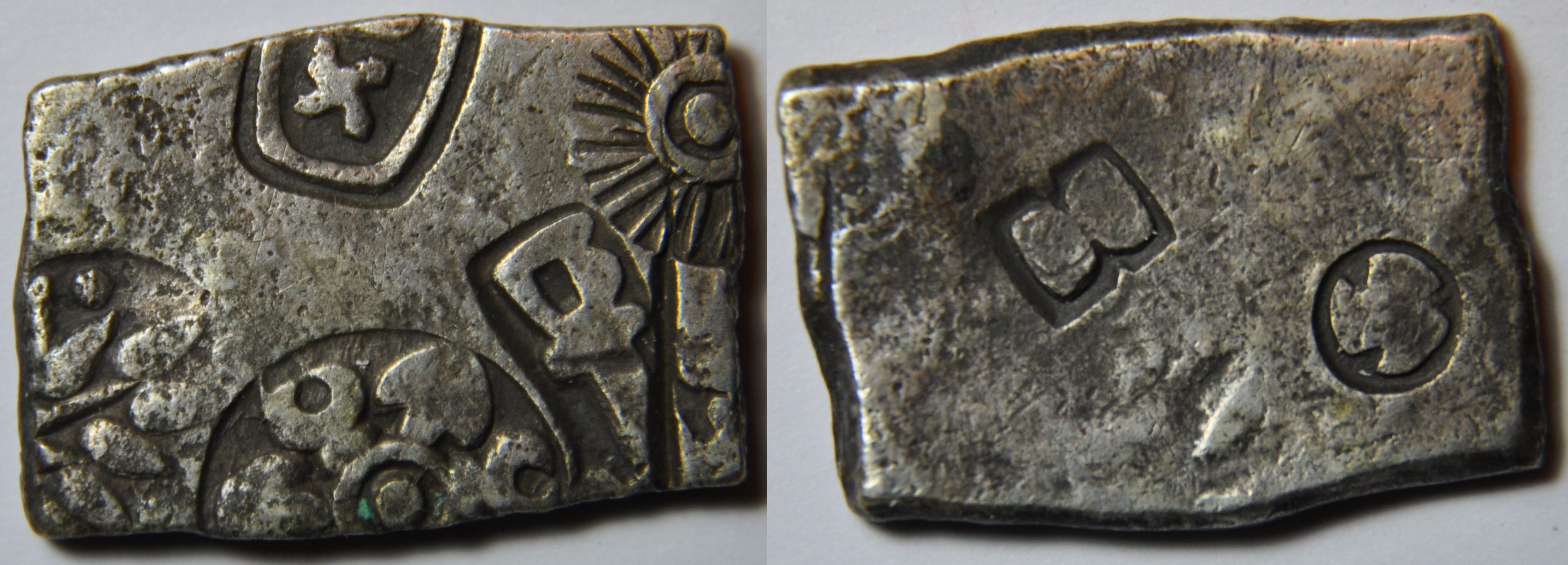
Una moneta d'argento da 1 karshapana del re Pushyamitra Sunga (185-149 a.C.) della dinastia Sunga (185-73 a.C.), bottega di Vidisa (?). Dritto: 5 simboli incluso un sole Verso: 2 simboli Dimensioni: 19,7 x 13,87 mm Peso: 3,5 g.

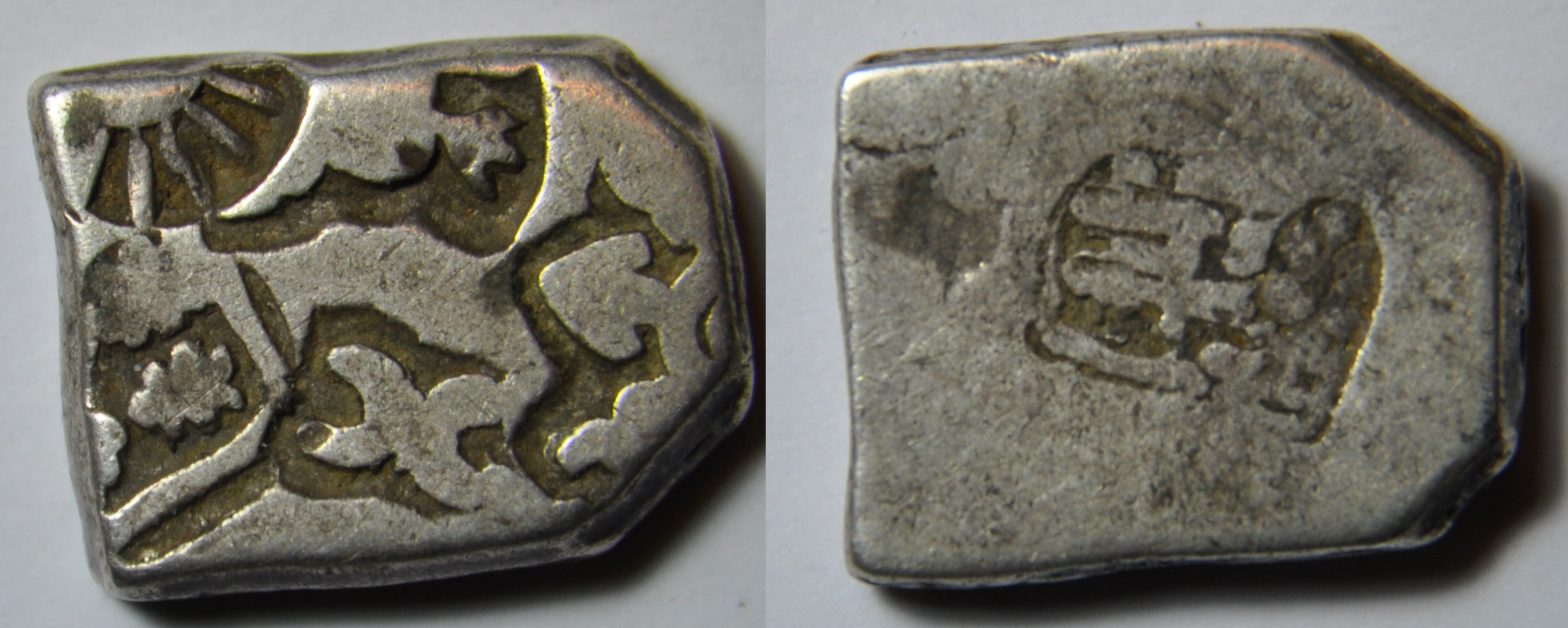
Una moneta d'argento da 1 karshapana dell'impero Maurya, periodo di Bindusara c. 297-272 a.C., zecca di Pataliputra. Dritto: Simboli con un Sole Verso: Simbolo Dimensioni: 14 x 11 mm Peso: 3,4 g.

Karshapana (sanscrito: कार्षापण, alfabeto internazionale per la traslitterazione del sanscrito: Kārṣāpaṇa), secondo l'Ashtadhyayi di Panini, erano antiche monete indiane correnti dal VI secolo a.C. in poi, pezzi metallici non timbrati  (āhata) la cui validità dipendeva dall'integrità della persona che le autenticava. È comunemente supposto dagli studiosi che siano state emesse per la prima volta da mercanti e banchieri piuttosto che dallo stato. Contribuirono allo sviluppo del commercio poiché ovviarono alla necessità di pesare il metallo durante lo scambio. I kārṣāpaṇa erano fondamentalmente pezzi d'argento stampati da uno a cinque o sei rūpa ('simboli') originariamente solo sul lato opposto delle monete inizialmente emesse dai Janapada e dai Mahajanapada, e generalmente portavano un minuscolo marchio o segni per testimoniare la loro legittimità. Le monete d'argento punzonate cessarono di essere coniate nel II secolo a.C., ma esercitarono un'ampia influenza per i successivi cinque secoli.

## Etimologia
Le monete punzonate erano chiamate "Kārṣāpaṇa" perché pesavano un kārsha ciascuna.

## Storia
Il periodo di origine delle monete punzonate non è ancora noto, ma la loro origine era indigena. La parola, Kārṣāpaṇa, appare per la prima volta nella letteratura dei Sutra, nel Samvidhān Brāhmana. Monete con questo nome erano in circolazione durante il Sutra e il periodo Brāhmana e trovano menzione anche nei primi testi buddisti (Dhammapada versetto 186) e persiani di quel periodo. Patanjali nel suo commento alle vārttika di Kātyāyana su Aṣṭādhyāyī usa la parola "Kārṣāpaṇa", per indicare una moneta:
कार्षापणशो ददाति
"Egli dà una moneta Kārṣāpaṇa a ciascuno" o
कार्षापणम् ददाति
"Dà un Kārṣāpaṇa",
pur spiegando l'uso del suffisso, ripreso da Pāṇini nel Sutra V.iv.43, in questo caso, कार्षापण + शः per indicare una "moneta". Lo Shatapatha Brahmana parla di Kārṣāpaṇas del peso di 100 ratis che furono trovati sepolti a Taxila da John Marshall nel 1912. Il ritrovamento di Golakpur (Patna) appartiene al periodo di Ajātaśatru. Il ritrovamento Chaman – I – Hazuri (Kabul) include due varietà di monete indiane punzonate insieme a numerose monete greche del 600-500 a.C., indicando così che quel tipo di Kārṣāpaṇas era contemporaneo alle monete greche e in circolazione come moneta a corso legale.
Durante il periodo Maurya, la moneta punzonata chiamata Rūpyārūpa, che era la stessa di Kārṣāpaṇa o Kahāpana o Prati o Tangka, era realizzata con una lega di argento (11 parti), rame (4 parti) e qualsiasi altro metallo (1 parte) ). Le prime monete indiane indigene erano chiamate Suvarṇa (fatta d'oro), Purāṇa o Dhārana (fatta d'argento) e Kārṣāpaṇa (fatta di rame). Il ritrovamento di Golakpur (Patna) è principalmente pre-Maurya, forse dell'era Nanda, e sembra sia stato riconvalidato per renderli kośa-praveśya (corso legale); si pensa che le monete con un numero maggiore di marchi siano di origine più antica. L'Impero Maurya era decisamente basato sull'economia monetaria. Le monete di rame punzonate erano chiamate paṇa. Questo tipo di monete era in circolazione molto prima dell'occupazione del Punjab da parte dei Greci che le portarono persino nella loro patria. In origine, erano emesse dai commercianti come lingotti o pezzi d'argento grezzi; il Magadha d'argento punzonato Kārṣāpaṇa di Ajatashatru della dinastia Haryanka era una emissione reale che portava cinque marchi e pesava cinquantaquattro grani, il peso vedico chiamato kārsha pari a sedici māsha.
Anche durante il periodo Harappa (circa 2300 a.C.) l'argento veniva estratto dalla galena argentifera . 'I Kārṣāpaṇa d'argento mostrano impurità di piombo ma nessuna associazione con l'oro. Non è nota la cronologia interna dei Kārṣāpa e i segni di distinzione tra le monete emesse dai Janapada e le emissioni Magadhan. L'Arthashastra di Kautilya parla del ruolo del Lakshanadhyaksha ("il Sovrintendente della Zecca") che conosceva i simboli e il Rupadarshaka ("esaminatore di monete"), ma non si è espresso riguardo alla costruzione, all'ordine, al significato e allo sfondo dei simboli punzonati su queste monete, quindi la loro esatta identificazione e datazione non è stata possibile.
I mercanti indiani, attraverso rotte terrestri e marittime, commerciavano con le popolazioni dell'Africa orientale, degli arabi e del Medio Oriente dai tempi del re Salomone. Il termine Kārṣāpaṇa si riferiva a monete d'oro, d'argento e di rame del peso di 80 ratis o 146,5 grani; queste monete, le prime di forma quadrata, seguivano l'antico sistema indiano di pesi descritto in Manu Smriti. L'uso del denaro era noto alle persone vediche molto prima del 700 a.C. Le parole, Nishka e Krishnala, indicavano denaro, e Kārṣāpaṇas, come monete standard, erano regolarmente conservate nei tesori reali.
Le monete locali d'argento punzonate, incluse nei reperti di Bhabhuā e Golakpur, furono emesse dai Janapada e rimasero in circolazione durante il dominio della dinastia Brihadratha a cui succedette la dinastia Haryanka nel 684 a.C.; queste monete riportano quattro punzonature, il segno del sole, il simbolo delle sei braccia, le frecce (tre) e la taurina (tre), che erano in uso anche durante il dominio di Bimbisara (604-552 a.C.). Ajatashatru (552-520 a.C.) emise le prime monete imperiali con sei punzoni con l'aggiunta del toro e del leone. I successori di Ajatashatru, che regnarono tra il 520 e il 440 a.C., e la successiva dinastia Shishunaga e Nanda emisero monete con cinque simboli: il segno del sole, il simbolo delle sei braccia e tre dei 450 simboli. Le monete Maurya hanno anche cinque simboli: il segno del sole, il simbolo a sei braccia, una collina a tre archi con una mezzaluna in cima, un ramo di un albero all'angolo di una ringhiera a quattro quadrati e un toro sul davanti. Le monete di rame contrassegnate da un punzone furono emesse per la prima volta durante il regno di Chandragupta Maurya o Bindusara. Il ritrovamento di Bhīr include monete Maurya e una moneta di Diodoto I (255-239 a.C.) emessa nel 248 a.C.